# Michele di Ratisbona
Michele di Ratisbona (... – 23 settembre 972) è stato un vescovo tedesco, il XII vescovo di Ratisbona dal 942 al 072.

## Biografia
Al momento della sua nomina a vescovo Michele era vicario generale delle zone boeme della diocesi di Ratisbona con sede a Praga. Presumibilmente vi rimase fino all'assassinio di Venceslao di Boemia. Sotto il duca Boleslavo I, fu invitato alla consacrazione della Cattedrale di San Vito. A causa della tensione politica, all'indomani del fratricidio, accettò questo invito dopo un lungo periodo di esitazione. Boleslavo I affidò suo figlio Strachkvas alla cura dell'Abbazia di Sant'Emmerano. Come gli altri primi vescovi di Ratisbona, anche Michele era a capo del monastero.
Nell'esercito di Ottone Magno, Michele prese parte alla battaglia in Boemia. Prese anche parte alla battaglia contro gli ungheresi sul Lechfeld. Due importanti capi ungheresi (Bulcsú e Lehel) furono impiccati a Ratisbona. Il vescovo fu gravemente ferito nelle controversie che seguirono, che il cronista e vescovo Tietmaro di Merseburgo riportò in modo più dettagliato.